# Джонатан Сантлоуфър
Джонатан Сантлоуфър (на английски: Jonathan Santlofer) е американски художник и писател на бестселъри в жанра трилър и криминален роман.

## Биография и творчество
Джонатан Сантлоуфър е роден на 26 април 1946 г. в Ню Йорк, САЩ, в семейството на Луи Сантлоуфър и Едит Брил. Получава през 1967 г. бакалавърска степен по изящни изкуства от Бостънския университет, а през 1969 г. магистърска степен по изящни изкуства от институт „Прат“.
След дипломирането се работи като художник на абстрактни картини известни със своята сложност. В периода 1974-1980 г. е инструктор по рисуване и преподава история на изкуството в Колежа на Джърси Сити в Джърси Сити, през 1976 г. е преподавател по история на изкуството в Училището за социални изследвания в Ню Йорк, в периода 1988-1990 г. е инструктор по рисуване и живопис към Колумбийския университет, през 1990 г. е гостуващ художник в Американската академия в Рим, през 1991 г. е инструктор по рисуване в Школата във Върмонт, през 1992 г. е инструктор по рисуване и живопис в Училището по изкуствата „Лакост“ в Ню Йорк.
Като художник участва в над 100 колективни и самостоятелни изложби. Негови произведения са включени в постоянните експозиции в различни галерии и музеи, като Музей на изкуството „Метрополитън“, Института по изкуство в Чикаго и Института за съвременно изкуство в Токио.
Първият му роман „The Death Artist“ (Мъртвият художник) от поредицата „Кейт Маккинън“ е издаден през 2002 г. Главната героиня е бивша полицайка от Нюйоркската полиция и разследва убийства на маниакални престъпници, които превръщат деянията си в извратен художествен ритуал. Романът става международен бестселър и е преведен на 22 езика.
През 2007 г. е публикуван романът му „Anatomy of Fear“ (Анатомия на страха) от кратката поредица „Нейт Родригес“. В него се сблъскват двама мъже, добър и лош, художник и убиец. Полицейският художник Нейт Родригес прави собствено разследване на сериен убиец, който рисува портрети на жертвите си преди да ги убие, но това дава и информация на Нейт как да стигне до него. Романът е удостоен с наградата „Ниро“ за постижение в областта на криминалната литература.
През 2010 – 2011 г., заедно с още 25 прочути автори на криминални романи се събират, за да напишат заедно експресивния трилър „Няма покой за мъртвите“. Освен него участници са Джефри Дивър, Кати Райкс, Питър Джеймс, Сандра Браун, Р. Л. Стайн, Лайза Скоталайн, Реймънд Хури, Джон Лескроарт, и др., а световноизвестният Дейвид Балдачи изготвя предговора. Всички те влагат своята изобретателност, за да опишат превратната съдба на детектива Джон Нън, който се е справял перфектно в разследванията си. Но една-единствена грешка не му дава покой и последствията от нея го преследват с години.
През 2013 г. отново участва в съвместния роман „Inherit the Dead“ (Да наследиш мъртвите) с шест свои колеги. Главният герой Перикъл Кристо е загубил полицейската си значка и семейството си след корупционен скандал и поема частно разследване за дъщерята на богато нюйоркско семейство, в което открива много повече от бляскавото лустро на хайлайфа.
Преподавал е творческо писане в Колумбийския университет, както и на множество конференции и семинари. Работи като директор на Академия за криминална литература в Ню Йорк, единствената за обучение по творческо писане на криминална литература.
Джонатан Сантлоуфър живее със семейството си в Ню Йорк.

## Произведения

### Самостоятелни романи
- No Rest for the Dead (2011) – с Джеф Абот, Лори Армстронг, Дейвид Балдачи, Сандра Браун, Томас Х. Кук, Джефри Дивър, Диана Габалдон, Андрю Ф. Гули, Ламия Гули, Питър Джеймс, Дж. А. Джайс, Фей Келерман, Реймънд Хури, Джон Лескроарт, Джеф Линдзи, Гейл Линдс, Алегзандър Маккол Смит, Филип Марголин, Майкъл Палмър, T. Джеферсън Паркър, Матю Пърл, Кати Райкс, Маркъс Сакей, Марша Тали, Лайза Скоталайн, Р. Л. Стайн и Тес Геритсън
Няма покой за мъртвите, изд.: ИК „Обсидиан“, София (2011), прев. Боян Дамянов
- Inherit the Dead (2013) – с Ч. Дж. Бокс, Лий Чайлд, Мери Хигинс Кларк, Джон Конъли, Шарлейн Харис и Лайза Унгър
- The Last Mona Lisa (2021)
Да откраднеш „Мона Лиза“, изд. „Кръг“ (2021), прев. Мариана Христова

### Серия „Кейт Маккинън“ (Kate McKinnon)
1. The Death Artist (2002)
2. Color Blind (2004)
Обсебен, изд. „Ергон“, София (2008), прев. Надежда Розова
3. The Killing Art (2005)

### Серия „Нейт Родригес“ (Nate Rodriguez)
1. Anatomy of Fear (2007) – награда „Ниро Улф“
2. The Murder Notebook (2008)

### Сборници
- In Sunlight or In Shadow (2016) – разкази, с Джил Д. Блок, Робърт Олън Бътлър, Лий Чайлд, Николас Кристофър, Майкъл Конъли, Джефри Дивър, Крейг Фъргюсън, Стивън Кинг, Джо Лансдейл, Гейл Левин, Уорън Мур, Джойс Карол Оутс, Крис Нелскот, Джъстин Скот, Меган Абът
Нощни птици: разкази, вдъхновени от картините на Едуард Хопър, изд.: ИК „Бард“, София (2017), прев. Владимир Германов